# Пабло Прихиони
Пабло Прихиони (шп. Pablo Prigioni; Рио Терсеро, 17. мај 1977) је бивши аргентински кошаркаш. Играо је на позицији плејмејкера. Након завршетка играчке каријере, постао је тренер.

## Каријера
Каријеру је започео у аргентинском прволигашу Рамалу а потом наставио у екипама Белграно Сан Николас и Обрас Санитариас. Године 1999. одлази у шпанску Фуенлабраду. У Фуенлабради је провео две сезоне, пре него што 2001. постаје члан Аликантеа. У Аликантеу се такође задржао две сезоне, а од 2003. је носио дрес шпанског евролигаша Саски Басконије. Са њима је освојио многобројне трофеје, укључујући три титуле шпанског Купа Краља, четири Суперкупа и једно шпанско првенство. Након завршетка сезоне 2008/09. напустио је Басконију и потписао за Реал Мадрид. Након две сезоне са Мадриђанима вратио се у Басконију за сезону 2011/12. У јулу 2012. потписао је за Њујорк никсе и са 35 година постао најстарији новајлија у историји НБА лиге. Са њима је био до фебруара 2015. када је мењан у Хјустон рокетсе. За Хјустон је играо до краја те сезоне, да би се за сезону 2015/16. преселио у Лос Анђелес клиперсе. У јулу 2016. поново је постао играч Хјустона али је отпуштен пре почетка сезоне. Почетком децембра 2016. вратио се у Саски Басконију, али се са њима задржао тек нешто више од месец дана јер је 9. јануара 2017. објавио завршетак играчке каријере.

## Репрезентација
Са репрезентацијом Аргентине освојио је бронзану медаљу на Олимпијским играма 2008. у Пекингу. На ФИБА првенствима Америке је освојио укупно четири медаље, од тога једну златну, две сребрне и једну бронзану медаљу.

## Успеси

### Клупски
- Саски Баконија:
  - Првенство Шпаније (1): 2007/08.
  - Куп Шпаније (3): 2004, 2006, 2009.
  - Суперкуп Шпаније (4): 2005, 2006, 2007, 2008.

### Појединачни
- Идеални тим Евролиге - друга постава (2): 2005/06, 2006/07.
- Најкориснији играч Суперкупа Шпаније (1): 2008.

### Репрезентативни
- Олимпијске игре:  2008.